# Arnultovice (Jindřichov)

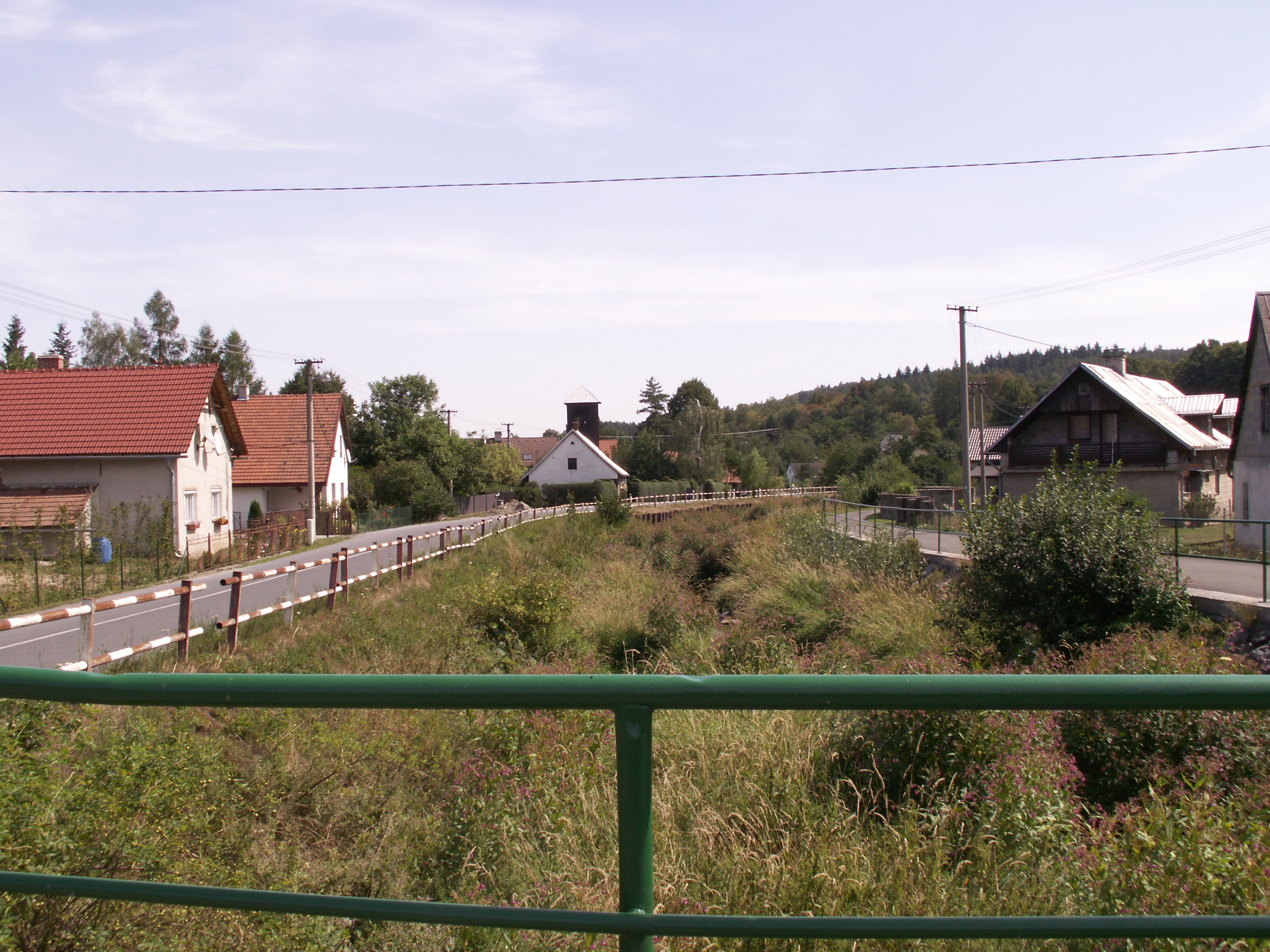
Dorfstraße

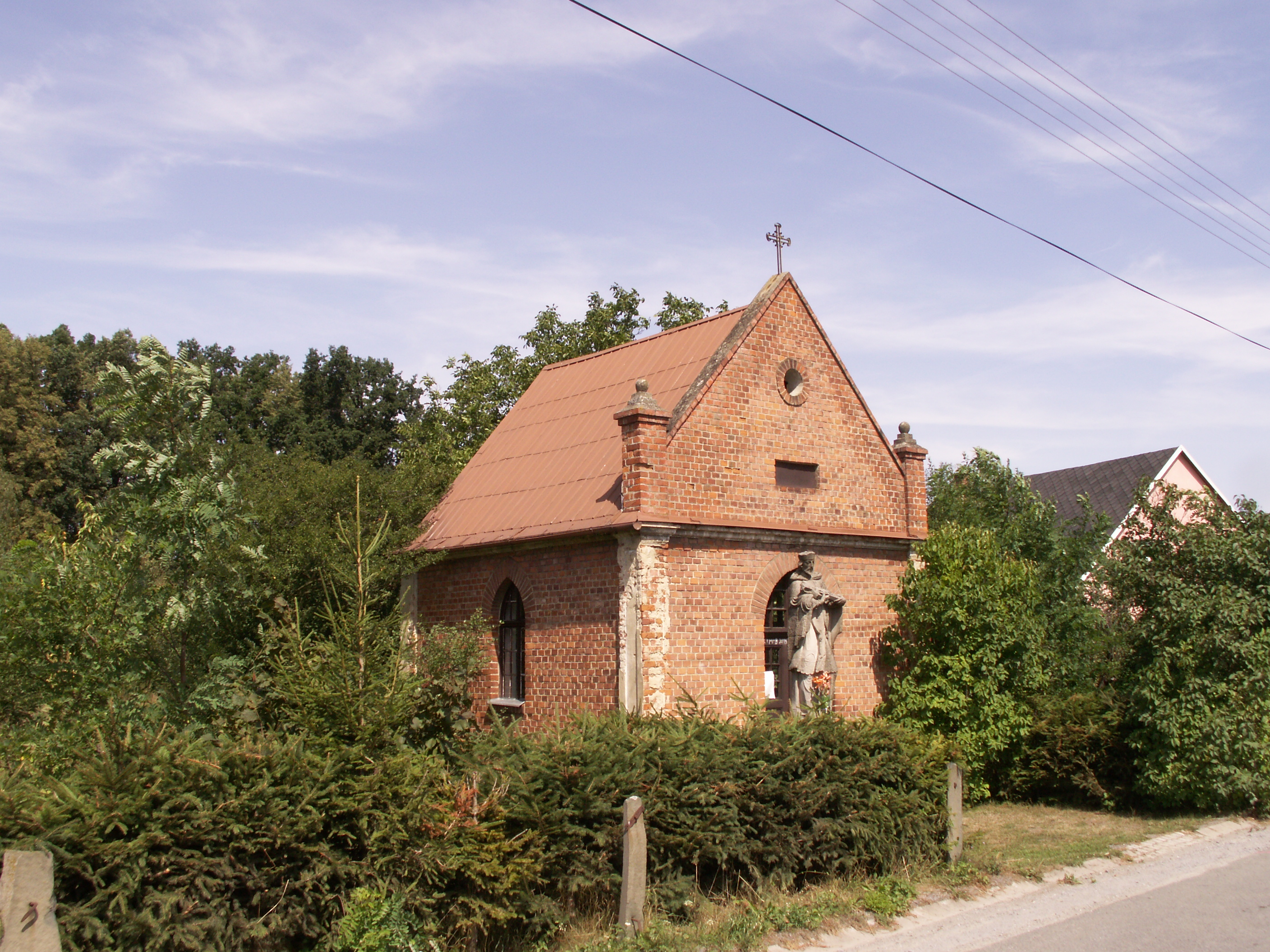
Kapelle

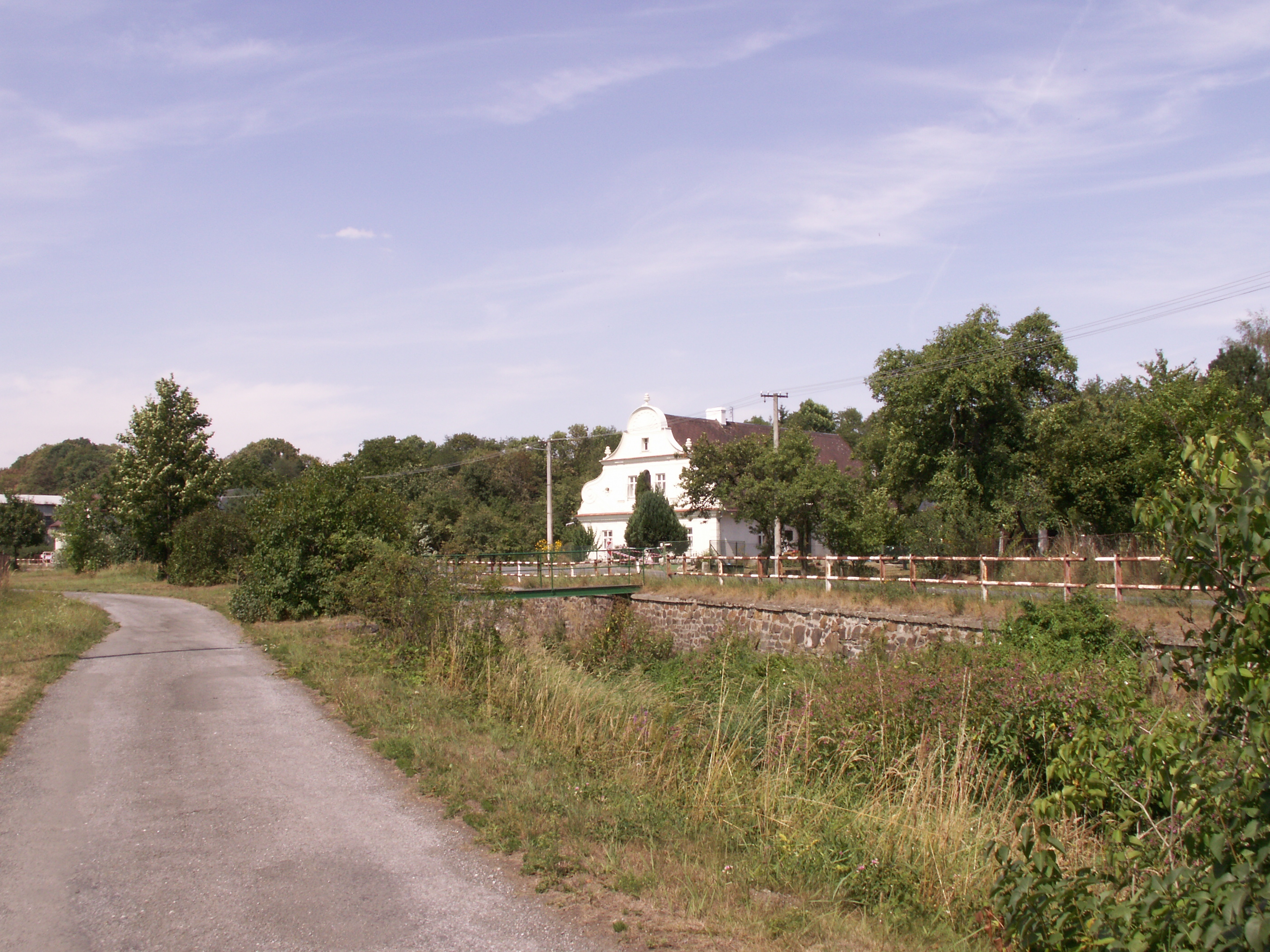
Gehöft Nr. 46

Arnultovice (deutsch Arnsdorf) ist ein Ortsteil der Gemeinde Jindřichov (Hennersdorf) in Tschechien. Er liegt zehn Kilometer nördlich von Město Albrechtice (Olbersdorf) bzw. acht Kilometer südlich von Prudnik (Neustadt O.S.) an der Grenze zu Polen und gehört zum Okres Bruntál.

## Geographie
Arnultovice ist als Waldhufendorf angelegt und erstreckt sich am Rande der Zlatohorská vrchovina (Zuckmanteler Bergland) in der Jindřichovská pahorkatina (Hennersdorfer Hügelland) entlang des Baches Petrovický potok (Petersbach). Nördlich erhebt sich die Vysoká (Hoffekuppe, 451 m. n.m.), im Osten der Velký kopec (Rothland, 452 m. n.m.), südlich der Panský vrch (Herrnberg, 485 m. n.m.), im Südwesten der Kozinec (484 m. n.m.) und der Pohár (Mandelbecherkuppe, 634 m. n.m.) sowie nordwestlich die Długota (Langeberg, 457 m n.p.m.). Durch den Ort führt die Staatsstraße II/457 von Zlaté Hory (Zuckmantel) nach Osoblaha (Hotzenplotz).
Nachbarorte sind Chocim (Kotzem) und Prudnik im Norden, Bartultovice (Bartelsdorf) und Vysoká (Waißak) im Nordosten, Životice (Seitendorf) und Pitárné (Pittarn) im Osten, Horní Povelice (Ober Paulowitz) und Liptaň (Liebenthal) im Südosten, Damašek (Damasko) und Artmanov (Artmannsgrund) im Süden, Malý Valštejn (Klein Wallstein), Kraví Hora (Kuhberg) und Svinný (Saubach) im Südwesten, Jindřichov im Westen sowie Pokrzywna (Wildgrund), Wieszczyna (Neudeck) und Dębowiec (Eichhäusel) im Nordwesten.

## Geschichte
Arnoldestorph wurde 1267 im Zuge der Kolonisation der Gegend durch den Olmützer Bischof Bruno von Schauenburg gegründet und nach einem Lokator benannt. Seit seiner Entstehung gehörte das Dorf zum bischöflichen Lehngut Hennersdorf. Später wurde das Dorf als Arnoldsdorf bezeichnet. 1424 ließ das Bistum hier nach Gold waschen. Im 16. Jahrhundert erfolgte die Verkürzung des Ortsnamens auf Arnsdorf. Nach dem Ende des Ersten Schlesischen Krieges wurde 1742 in den Bergen nördlich von Arnsdorf die neue Grenze zu Preußisch Schlesien gezogen. Bis 1783 gehörte Arnsdorf – wie die anderen mährischen Enklaven – zum Prerauer Kreis, danach zum Troppauer Kreis.
Im Jahre 1835 bestand Arnsdorf aus 56 Häusern mit 499 deutschsprachigen und katholischen Einwohnern, die hauptsächlich vom Ackerbau lebten. 16 der Bewohner waren Gewerbetreibende. Im Ort gab es eine Schule. Pfarrort war Waißak. Die Nutzfläche umfasste 392 Joch Ackerland mittlerer Güte, 160 Joch Wald, 76 Joch Wiesen und 47 Joch Hutweide. Der tschechische Ortsname Arnošov entstand im 19. Jahrhundert, er wurde aber bald in Arnultovice gewandelt. Bis zur Mitte des 19. Jahrhunderts blieb Arnsdorf der Herrschaft Hennersdorf untertänig. 
Nach der Aufhebung der Patrimonialherrschaften bildete Arnsdorf ab 1849 eine Gemeinde im Gerichtsbezirk Hotzenplotz. Ab 1869 gehörte Arnsdorf zum Bezirk Jägerndorf. Zu dieser Zeit hatte das Dorf 399 Einwohner und bestand aus 57 Häusern. 1873 wurde die Gemeinde dem neuen Gerichtsbezirk Hennersdorf zugeordnet. Im Jahre 1900 lebten in Arnsdorf 344 Personen, 1910 waren es 357. Beim Zensus von 1921 lebten in den 75 Häusern der Gemeinde Arnsdorf/Arnultovice 318 Personen, davon 312 Deutsche. Im Jahre 1930 bestand die Gemeinde Arnsdorf aus 79 Häusern und hatte 291 Einwohner; 1939 waren es 293. Nach dem Münchner Abkommen wurde die Gemeinde 1938 dem Deutschen Reich zugesprochen und gehörte bis 1945 zum Landkreis Jägerndorf. Nach dem Ende des Zweiten Weltkrieges kam die Gemeinde zur Tschechoslowakei zurück. Die deutschsprachige Bevölkerung in dieser Zeit größtenteils vertrieben. Im Jahre 1950 lebten in den 67 Häusern von Arnultovice 201 Personen. 1960 erfolgte die Eingemeindung nach Jindřichov, im Jahr darauf wurde Arnultovice in den Okres Bruntál umgegliedert. Im Jahre 1970 hatte Arnultovice 132 Einwohner. 1991 hatte das Dorf nur noch 52 Einwohner und bestand aus 32 Wohnhäusern. Beim Zensus von 2011 lebten in den 50 Häusern von Arnultovice 62 Personen.

## Ortsgliederung
Der Ortsteil Arnultovice bildet den Katastralbezirk Arnultovice u Jindřichova.

## Sehenswürdigkeiten
- Gehöft Nr. 46, Kulturdenkmal
- Kapelle im Niederdorf
- Statue des hl. Johannes von Nepomuk, vor der Kapelle
- Denkmal für die Gefallenen des Ersten Weltkrieges
- Arnultovická lípa, geschützte Sommerlinde mit einem Stammumfang von 6,81 m und einer Höhe von 14 m